# Liu Heung Shing

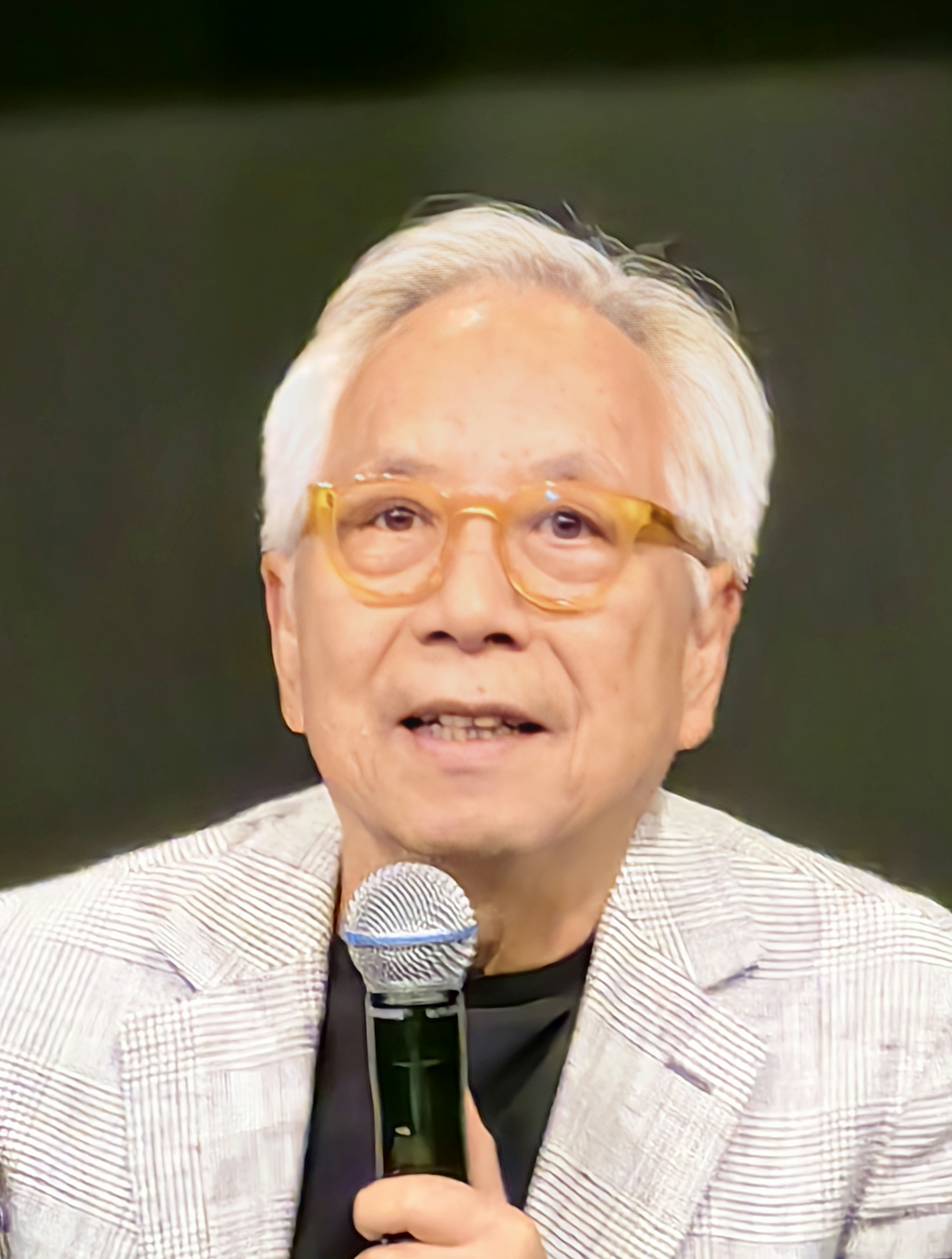
Liu Heung Shing (2024)

Liu Heung Shing (* 1951 in Hongkong) ist ein chinesisch-amerikanischer Fotograf und Fotojournalist. 

## Leben
Seine frühe Kindheit verbrachte Liu abwechselnd auf dem chinesischen Festland und in Hongkong. Im Alter von 16 Jahren übersiedelte Liu in die Vereinigten Staaten, um an der University of New York zu studieren. 
Im Rahmen eines Volontariats beim Life Magazin wurde er als Fotograf tätig. Nach dem Studium arbeitete er als Auslandskorrespondent und Fotojournalist für das Magazin. Als Korrespondent in Peking wurde er Zeuge des rapiden gesellschaftlichen Wandels Chinas nach dessen Öffnung durch Deng Xiaoping. Nach Veröffentlichung seines Bildbandes China after Mao, bezeichnete ihn das Magazin Newsweek als „Henri Cartier Bresson of China“. Berühmtheit erlangte insbesondere Liu’s Foto von jener Fernsehansprache im Dezember 1991, in der Michail Gorbatschow die Auflösung der Sowjetunion verkündete. Zusammen mit Kollegen wurde ihm hierfür der Pulitzer-Preis für Aktuelle Fotoberichterstattung 1992 verliehen.

## Veröffentlichungen
- China after Mao: Seek the Truth From Facts. Penguin Books, New York 1983.
- USSR: The Collapse of an Empire (1991)
- China, Portrait of a Country. Taschen, Köln 2008, ISBN 978-3-83650-569-7.
- Shanghai: A History in Photographs 1842 - Today. Penguin Books, News York 2010, ISBN 978-0-67008-090-8.
- China in Revolution: The Road to 1911. Hong Kong University Press, Hong Kong 2012, ISBN 978-9-88813-950-7.
- A Life in a Sea of Red. Photojournalism by  Liu Heung Shing.[1] Steidl Verlag, Göttingen 2019, ISBN 978-3-95829-545-2.